# AO Ionikos
Athletikos Omilos Ionikos Nikaias (gr. Αθλητικός Όμιλος Ιωνικός Νικαίας) – grecki klub piłkarski z siedzibą w Nikiei.

## Historia
Powstał w 1965 roku, w wyniku, zainicjowanej przez Alexa Meraklidisa, fuzji dwóch lokalnych klubów: Nikea Sport Union i Arisu Pireus. W 1989 po raz pierwszy awansował do Alpha Ethniki, zaś w sezonie 1998/1999 po raz pierwszy uczestniczył w rozgrywkach Pucharu UEFA. Największym sukcesem w historii klubu było dojście do finału Pucharu Grecji w 2000 roku. W latach 1997–1998 i 2002–2003 trenerem zespołu Ionikosu był były selekcjoner reprezentacji Polski Jacek Gmoch. W sezonie 2006/2007 zespół występuje w rozgrywkach Alpha Ethniki.

## Sukcesy
- finalista Pucharu Grecji: 2000

## Europejskie puchary
Legenda do wszystkich tabel:
- Q – runda eliminacyjna, 1/16, 1/8, 1/4, 1/2 – odpowiednia faza rozgrywek, Grupa – runda grupowa, 1r gr – pierwsza runda grupowa, 2r gr – druga runda grupowa, F – finał, R – runda, PO – play-off
- k. – rzuty karne, los. – losowanie, Dogr. – dogrywka, w. – zasada bramek strzelonych na wyjeździe

| Sezon     | Rozgrywki   | Runda | Przeciwnik | Dom | Wyjazd | Ogólnie |
| --------- | ----------- | ----- | ---------- | --- | ------ | ------- |
| 1999/2000 | Puchar UEFA | 1R    | FC Nantes  | 1–3 | 0–1    | 1–4     |

## Strony klubowe
- Oficjalna strona Ionikosu